# بنر (انیمه)
بنل سنجاب کوچولو با نام اصلی زندگی بنل: داستان سنجاب خاکستری (シートン動物記 りすのバナー, Shīton Dōbutsuki Risu no Banā) مجموعه کارتونی شامل ۲۶ اپیزود محصول استودیو نیپون انیمیشن است که به کارگردانی فومیو کوروکاوا نخستین بار در ۷ آوریل ۱۹۷۹ از شبکه تی‌وی آساهی پخش شد.
این مجموعه که با نام ژاپنی شیتون دوبوتسوکی ریسو نو بانا پخش شد برگرفته از کتابی به عنوان: زندگی بنل: داستان سنجاب خاکستری نوشته ارنست تامسون ستون در سال ۱۹۲۲ در ۲۶ اپیزود ساخته شده و داستان زندگی سنجاب جوانی را نشان می‌دهد که از بچگی یتیم بوده و توسط انسان‌ها پیدا شده و فرزندخوانده گربه مادر مهربانی است که مسئولیت پرورش و بزرگ کردنش را به عهده گرفته‌است.
این مجموعه تلویزیونی برای نخستین بار در دهه شصت از صدا و سیمای جمهوری اسلامی پخش شد.

## داستان
قهرمان اصلی این مجموعه، یک سنجاب خاکستری کوچک است که از کودکی یتیم بوده و فرزند خوانده یک گربه‌ب مادر مهربان بود که یک آتش‌سوزی در نخستین اپیزود این دو را از هم جدا کرد. بنر پس از آتش‌سوزی به ناچار به جنگل می‌گریزد و در آنجا با سنجاب‌های وحشی آشنا می‌شود.
بنر در طی داستان‌های این مجموعه در کنار آموزه‌هایش در زندگی با گربه و نزدیکی به انسان‌ها و آنچه در میان سنجاب‌های وحشی آموخته داری شخصیتی شجاع و نترس است که مخصوصاً هنگام محافظت از دوستانش حتی به دشمنان حمله‌ور می‌شود.
در هر اپیزود حوادثی برای او یا سنجاب‌های دیگر پیش می‌آید و چگونگی رهایی از این حوادث در مسیر سفر آن‌ها تا مقصد داستانی است که در مجموعه ۲۶ اپیزود نقل می‌شود.

## شخصیت‌ها
- بنر: قهرمان اصلی این مجموعه، یک سنجاب خاکستری کوچک که زنگوله‌ی طلایی کوچکی به گردن دارد. او از کودکی یتیم بوده و فرزند خوانده یک گربه‌ی مادر مهربان بود. او سنجابی شجاع، کنجکاو، مهربان و دوست‌داشتنی است که به دلیل همزیستی با انسان و گربه واکنش‌هایش نسبت به اتفاقات اطرافش همانند سنجاب‌های دیگر نیست.
- سو: سنجاب‌خانم کوچکی که همیشه یک گل در موهایش دارد. او در آموزش زندگی سنجاب‌ها به بنر نقش مهمی دارد. سو و بنر دوستان خوب و صمیمی هستند و در اپیزود آخر سو با بنر ازدواج کرد و آن‌ها صاحب ۳ فرزند شدند.
- پدربزرگ (رئیس): او پدربزرگ سو و رئیس سنجاب‌های خاکستری است. او کهنسال‌ترین و عاقل‌ترین سنجاب در گروه سنجاب‌ها است. در جریان حادثه‌ها و اتفاقات، تصمیمات و نصیحت‌های عاقلانه و درست او گروه سنجاب‌ها را از خطر می‌رهاند.
- کلِی: او نخستین سنجابی است که با بنر آشنا می‌شود. از بنر کوچک‌تر است و پس از اینکه بنر او را از دست روباه نجات می‌دهد بهترین دوست او می‌شود. ولی مادر او در ابتدا، اصلا از بنر خوشش نمی‌آید و سعی دارد که او را از بنر دور کند.
- گوچا و لادال: دو دوست بنر که کارهای خنده‌دار از آن‌ها سر می‌زند. این دو معمولاً در گروه ساز مخالف می‌زنند و با تصمیمات مخالف هستند. پس از نجات لادال از دست لاک‌پشت گازگیر توسط بنر این دو از دوستان نزدیک بنر می‌شوند.
- آکاچو: سنجابی قرمز که یک عصا و گوش‌های نسبتاً کشیده‌ای دارد و برای ازدواج با سو با بنر رقابت دارد. او شخصیتی حیله‌گر و مغرور دارد و به ظاهر و قیافه‌اش بسیار می‌بالد.
- عمو جغد شاخدار: نخستین جانور ساکن جنگل که بنر با او برخورد کرد. در ابتدا جغد قصد خوردن بنر را دارد و بنر که خود را گربه می‌پنداشت به جای فرار کردن به عمو جغد شاخدار حمله می‌کند که این عمل او باعث جلب توجه و احترام عمو جغد شاخدار نسبت به بنر و دوستی با او شد. هنگام شلیک شکارچیان به بنر، عمو جغد شاخدار برای نجات بنر، خود را در راه گلوله پرتاب کرد و مورد اصابت تیر قرار گرفت و مرد. او گرسنه از دنیا رفت، چرا که به خاطر دوستی با بنر، دیگر سنجاب‌ها را نمی‌خورد. هنگام مرگش بود که بقیه‌ی سنجاب‌ها پی بردند که او جغد مهربانی است.
- خاله دارکوب: یک خانم دارکوب جیغ‌جیغو و کمی خشن که در کارتون شخصیت خبررسان دارد و همیشه این جمله را می‌گوید یک خبر بد یک خبر بد، یا می‌گفت یک خبر خوب یک خبر خوب! این شخصیت خبررسان بود.
- خاله لالی: مادر کلی است که بسیار به او سخت می‌گیرد و در ابتدا، اصلاً از بنر خوشش نمی‌آید و سعی دارد که کلی را از بنر دور کند. ولی بعداً وقتی بنر کلی را که توسط انسان‌ها ربوده شده بود، نجات می‌دهد، به کلی اجازه می‌دهد که با بنر بازی کند.

## صداپیشگان نسخهٔ فارسی
- سرپرست گویندگان و راوی: امیرهوشنگ قطعه‌ای
- بنر: ناهید امیریان شمس‌آبادی
- سو: فریبا شاهین‌مقدم
- رئیس (پدربزرگ سو): احمد مندوب هاشمی
- خاله لالی: مهین برزوئی
- کِلِی (بچه خاله لالی): مهوش افشاری
- لادال: زهرا آقارضا
- گوچا (من مخالفم!): جواد پزشکیان (در چند قسمت بدری نورالهی)
- عمو جغد شاخدار: تورج نصر و ناصر احمدی
- مامان گربه: زهرا آقارضا

## واژه‌نامه
1. ↑  Fumio Kurokawa
2. ↑  シートン動物記 りすのバナー
3. ↑  Bannertail: The Story of Gray Squirrel
4. ↑  ErnestThompson Seton